# Écohabitat
 (février 2023).

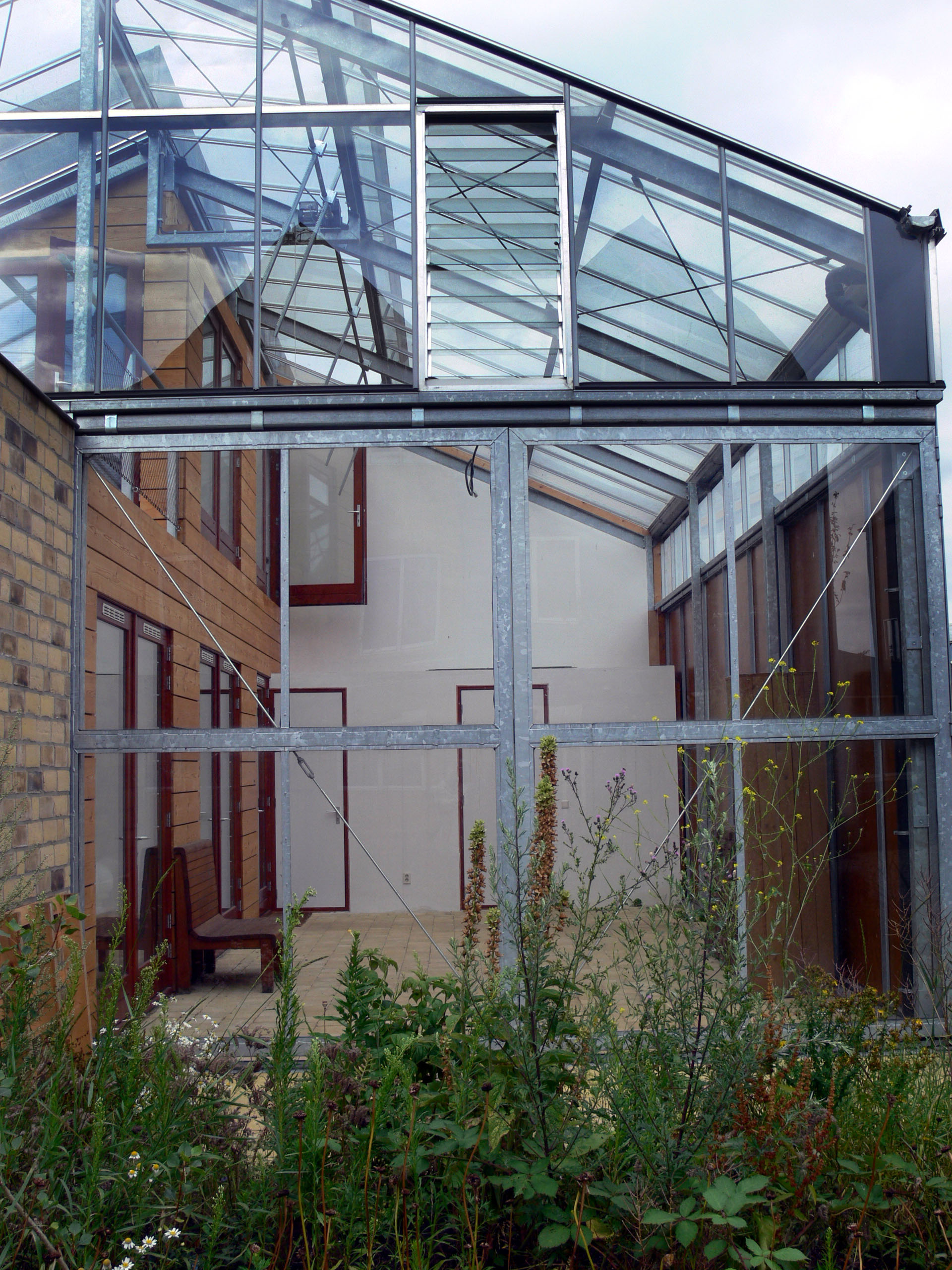
Serre intégrée dans un habitat éco-construction, près de la gare de Culemborg (Pays-Bas)

L’écohabitat ou éco-habitat est un habitat bioclimatique basse énergie utilisant en tout ou partie des matériaux éco-construction choisis selon le climat régional pour un habitat sain et naturel. 

## Description
Selon le mode de construction, le surcoût induit par cette démarche peut-être compensé par les économies d'énergie, la valorisation de la construction et la plus-value à la revente. Cependant, l'analyse fine des coûts participants à la construction montre que cette démarche peut aussi réduire les coûts du mètre carré construit, si l'organisation de la maison obéit à certaines règles constructives :
- construire une maison hors du périmètre des Bâtiments de France, dont les exigences et termes de matière et d'apparence s'avèrent coûteuses, et rendent impossibles le solaire et le microéolien, voire obligent à une certaine orientation ;
- construire une maison sur un terrain « libre de constructeur », et en dehors d'un lotissement, et non sans avoir lu auparavant les règles du Plan local d'urbanisme (PLU), qui peuvent être très contraignantes pour l'architecte ou le maître d’œuvre ;
- construire une maison en dehors des réseaux de viabilisation (eau et WC), quand cela est possible, car ils induisent d'importants surcoûts à la construction et à l'usage ;
- participer soi-même aux travaux, en choisissant pour cela des techniques appropriées.

## Maison écobioclimatique
Depuis plusieurs années[Quand ?], un nouveau terme a vu le jour par rapport à l'idée d'écohabitat : la maison écobioclimatique[réf. souhaitée]. Cet adjectif est formé de bioclimatique, qui veut dire construire en fonction de l'environnement (par exemple utiliser le soleil) et de éco- qui amène le caractère éco-construction de la maison.
En effet, un habitat bioclimatique n'est pas forcément éco-construction, certaines maisons utilisent le soleil comme lumière naturelle, mais n'ont pas de matériaux faits pour garder la chaleur du soleil et sont équipées d'un système de chauffage. On ne peut alors pas qualifier cette maison d'éco-construction.

## Type d'écohabitat
Il existe plusieurs types d'écohabitat :
- Maison à ossature bois
- Bâtiment basse consommation
- Habitat passif
- Bâtiment à énergie positive
- Maison RT2012, RT2020